# Жан Джоркаєфф
Жан Джорка́єфф (фр. Jean Djorkaeff, нар. 27 жовтня 1939, Шарв'є-Шаваньє) — французький футболіст, що грав на позиції захисника. По завершенні ігрової кар'єри — футбольний тренер.
Виступав, зокрема, за клуби «Ліон» та «Марсель», а також національну збірну Франції. Дворазовий володар Кубка Франції.
Батько нападника збірної Франції 1990-х Юрія Джоркаєффа.

## З життєпису
Народився в родині калмика, який знайшов притулок у Франції після того, як воював у лавах Білої армії під час Громадянської війни в Росії і польки.

## Клубна кар'єра
У дорослому футболі дебютував 1958 року виступами за команду клубу «Ліон», в якій провів вісім сезонів, взявши участь у 155 матчах чемпіонату. За цей час виборов титул володаря Кубка Франції.
Своєю грою за цю команду привернув увагу представників тренерського штабу клубу «Марсель», до складу якого приєднався 1966 року. Відіграв за команду з Марселя наступні чотири сезони своєї ігрової кар'єри. Більшість часу, проведеного у складі «Марселя», був основним гравцем захисту команди. За цей час додав до переліку своїх трофеїв ще один титул володаря Кубка Франції.
Протягом 1970—1972 років захищав кольори команди клубу «Парі Сен-Жермен».
Завершив професійну ігрову кар'єру у клубі «Париж», за команду якого виступав протягом 1972—1974 років.

## Виступи за збірну
1964 року дебютував в офіційних матчах у складі національної збірної Франції. Протягом кар'єри у національній команді, яка тривала 9 років, провів у формі головної команди країни 48 матчів, забивши 3 голи.
У складі збірної був учасником чемпіонату світу 1966 року в Англії.

## Кар'єра тренера
Розпочав тренерську кар'єру, ще продовжуючи грати на полі, 1968 року, коли деякий час виконував обов'язки очільника тренерського штабу клубу «Марсель».
Протягом 1982—1983 років очолював команду клубу «Гренобль».
Останнім місцем тренерської роботи був клуб «Сент-Етьєн», команду якого Жан Джоркаєфф очолював як головний тренер до 1984 року.

## Титули і досягнення
- Володар Кубка Франції (2):

«Ліон»: 1963-64
«Марсель»: 1968-69